# Temnothorax androsanus
Temnothorax androsanus is een mierensoort uit de onderfamilie van de Myrmicinae. De wetenschappelijke naam van de soort is voor het eerst geldig gepubliceerd in 1905 door William Morton Wheeler.